# Infamy
Infamy — п'ятий студійний альбом американського хіп-хоп дуету Mobb Deep, що вийшов 11 грудня 2001 року на лейблах Loud і Columbia Records.
У записі альбому взяли участь репери Big Noyd, Infamous Mobb, Vita, Littles та R&B-виконавці Lil' Mo, 112, та Ronald Isley. Альбом був спродюсований Havoc'ом, Scott Storch, The Alchemist та EZ Elpee. Infamy вийшов після того, як Jay-Z образив Prodigy і Nas у своїй пісні «Takeover» з альбому The Blueprint 2001 року, що змусило Prodigy відповісти в пісні «Crawlin».
Infamy отримав позитивні відгуки від The Source та HipHopDX, а також від AllMusic та журналу Rolling Stone.
Альбом дебютував на 22 місці у чарті Billboard 200 та 1 місці у чарті Top R&B/Hip-Hop Albums в американському журналі Billboard. Альбом містить три сингли, які потрапили в чарти журналу Billboard: «The Learning (Burn)» (за уч. Vita & Big Noyd), «Hey Luv (Anything)» і «Get Away». Альбом був проданий накладом понад 800 тисяч примірників у Сполучених Штатах і був сертифікований RIAA як «золотий» через півтора місяця після виходу, 29 січня 2002.

## Прийом критиків
Infamy отримав позитивні відгуки від музичних критиків. Джейсон Бірчмейєр з AllMusic привласнив альбому три зірки з п'яти, додавши «Довгий час вважаючись найсуворішою і найхардкорнішою реп-групою Нью-Йорка 90-х років, Mobb Deep нарешті трохи пом'якшилася в Infamy. Альбом є поворотним моментом для Prodigy та Havoc — і справді своєчасним. Незадовго до того, як Infamy потрапив на вулиці, Jay-Z образив Mobb Deep — як і Nas — на треку „Takeover“, особливо ображаючи Prodigy за фальш. Nas завдав удару у відповідь на своєму альбомі Stillmatic з піснею „Ether“; А Мобб Діп немає. Натомість дует з Квінсбріджа зайнявся своїми справами і випустив альбом Infamy, свій найдоступніший альбом — такий альбом, на який багато фанатів ніколи б не очікували. Звичайно, Mobb Deep досі представляє вуличне життя, без сумніву, ілюструючи це на таких піснях як „Kill That Nigga“, „My Gats Spiting“ та „Hurt Niggas“. Однак такі пісні, як „Pray for Me“, „Hey Luv (Anything)“ та „There I Go Again“, надіслали зовсім інше повідомлення; на першій пісні бере участь Lil' Mo, на другий гурт 112 і на третій співак Ron Isley - кожен там, щоб згладити грубий звук Mobb Deep. І це працює, особливо у випадку з баладою про бандитів „Hey Luv (Anything)“, яка привернула найбільшу увагу, яку дует лише випробував, та представила Mobb Deep широкій аудиторії.».

## Список композицій
| #   | Назва                                              | Автор                                                                     | Продюсер(и)   | Тривалість |
| --- | -------------------------------------------------- | ------------------------------------------------------------------------- | ------------- | ---------- |
| 1.  | «Pray for Me» (за участю Lil' Mo)                  | Albert Johnson Kejuan Muchita Cynthia Stone                               | Havoc         | 3:22       |
| 2.  | «Get Away»                                         | Johnson Muchita Lamont Porter Les Holroyd                                 | EZ Elpee      | 3:40       |
| 3.  | «Bounce»                                           | Johnson Muchita                                                           | Havoc         | 4:13       |
| 4.  | «Clap»                                             | Johnson Muchita                                                           | Havoc         | 4:53       |
| 5.  | «Kill That Nigga»                                  | Johnson Muchita                                                           | Havoc         | 3:47       |
| 6.  | «My Gats Spitting» (за участю Infamous Mobb)       | Johnson Muchita James Chandler Lionel Cooper Jamal Raheem                 | Havoc         | 4:34       |
| 7.  | «Handcuffs»                                        | Johnson Muchita                                                           | Havoc         | 3:34       |
| 8.  | «Hey Luv (Anything)» (за участю 112)               | Johnson Muchita Daron Jones Quinnes Parker Michael Keith Marvin Scandrick | Havoc         | 4:04       |
| 9.  | «The Learning (Burn)» (за участю Big Noyd та Vita) | Johnson Muchita Tajuan Perry LaVita Raynor                                | Havoc         | 4:17       |
| 10. | «Live Foul»                                        | Johnson Muchita Scott Storch                                              | Scott Storch  | 4:24       |
| 11. | «Hurt Niggas» (за участю Big Noyd)                 | Johnson Muchita Perry                                                     | Havoc         | 3:30       |
| 12. | «Get At Me»                                        | Johnson Muchita                                                           | The Alchemist | 3:33       |
| 13. | «I Won't Fall»                                     | Johnson Muchita                                                           | Scott Storch  | 4:20       |
| 14. | «Crawlin'»                                         | Johnson Muchita                                                           | Havoc         | 4:07       |
| 15. | «Nothing Like Home» (за участю Littles)            | Johnson Muchita Alfredo Bryan                                             | Havoc         | 4:27       |
| 16. | «There I Go Again» (за участю Ron Isley)           | Johnson Muchita Storch                                                    | Scott Storch  | 6:48       |
| 17. | «So Long» (Hidden Track)                           | Johnson Muchita                                                           | Havoc         | 3:27       |

## Семпли
Get Away
- «Taking Me Higher» від Barclay James Harvest

Nothing Like Home
- «Cause I Love You» від Lenny Williams

Get At Me
- «Project Titan 2» від Nick Ingman
- «Spread Love» від Mobb Deep

## Чарти

### Щотижневі чарти
| Чарт (2001–02)                         | Найвища позиція |
| -------------------------------------- | --------------- |
| Франція French Albums (SNEP)           | 135             |
| США Billboard 200                      | 22              |
| США Top R&B/Hip-Hop Albums (Billboard) | 1               |

### Річні чарти
| Чарт (2002)                             | Позиція |
| --------------------------------------- | ------- |
| Canadian R&B Albums (Nielsen SoundScan) | 102     |
| Canadian Rap Albums (Nielsen SoundScan) | 56      |
| US Billboard 200                        | 117     |
| US Top R&B/Hip-Hop Albums               | 26      |

## Сертифікації
| Регіон                                             | Сертифікація | Продажі  |
| -------------------------------------------------- | ------------ | -------- |
| США (RIAA)                                         | Золотий      | 500 000^ |
| ^відвантаження, що базуються лише на сертифікаціях |              |          |